# Glenea ustulata
Glenea ustulata là một loài bọ cánh cứng trong họ Cerambycidae.